# Бражников, Иван Моисеевич
Иван Моисеевич Бражников (1915—1991) — майор Советской Армии, участник Польского похода РККА и Великой Отечественной войны, Герой Советского Союза (1942).

## Биография
Родился 1 (по новому стилю — 14) ноября 1915 года в Оренбурге в рабочей семье. Рано остался без родителей, воспитывался в детдоме.
Окончил шесть классов школы, работал рабочим в литейном цехе. В ноябре 1937 года был призван на службу в Рабоче-крестьянскую Красную Армию. Принимал участие в Польском походе РККА 1939 года. В 1941 году окончил школу младших авиационных специалистов. с начала Великой Отечественной войны — на её фронтах. Участвовал в боях на Юго-Западном, Южном, Калининском, 1-м Белорусском фронтах. Принимал участие в обороне Одессы, битве за Москву, освобождении Украинской ССР, Белорусской ССР, Прибалтики, боях в Германии. К марту 1942 года сержант Иван Бражников был стрелком-радистом 132-го скоростного бомбардировочного авиаполка 45-й смешанной авиадивизии 18-й армии Южного фронта.
18 июля 1941 года экипаж бомбардировщика Ар-2 в составе командира старшего лейтенанта Г. В. Локтева, штурмана лейтенанта М. А. Навроцкого и стрелка-радиста сержанта И. М. Бражникова получил задачу разрушить переправу противника через реку Днестр. При подлёте к цели самолёт был атакован и подожжён истребителями противника. Однако экипаж продолжил выполнение боевой задачи, при этом Бражников сбил один из вражеских истребителей, а Локтев и Навроцкий сбросили бомбы точно в цель. Разбомбив переправу, экипаж по приказу командира покинул горящий самолёт. Локтев погиб при парашютировании, а Навроцкий и Бражников смогли приземлиться в расположении своих войск.
За этот вылет все члены экипажа были представлены к званию героя Советского Союза. Навроцкому и Бражникову в марте 1942 года присвоено звание Героя Советского Союза, Г. В. Локтев посмертно награждён орденом Ленина.
Указом Президиума Верховного Совета СССР «О присвоении звания Героя Советского Союза начальствующему и рядовому составу Красной Армии» от 27 марта 1942 года за «образцовое выполнение боевых заданий командования и проявленные при этом доблесть и мужество» удостоен высокого звания Героя Советского Союза с вручением ордена Ленина и медали «Золотая Звезда» за номером 680.
В 1942 году вступил в ВКП(б). В 1946 году в звании майора Бражников был уволен в запас. Окончил десять классов школы, два курса Оренбургского государственного педагогического института, после чего работал заместителем директора Орского машиностроительного завода.
Проживал в Оренбурге, скончался 8 апреля 1991 года. Похоронен на кладбищенском комплексе «Степной-1».
Был также награждён орденами Отечественной войны 1-й степени и Красной Звезды, а также рядом медалей.